# Гуровская сельская община
Гуровская сельская община (укр. Гурівська сільська громада) — территориальная община в Кропивницком районе Кировоградской области Украины.
Административный центр — село Гуровка.
Население составляет 5596 человек. Площадь — 628,7 км².
Община создана 12 июня 2020 года, путём объединения территорий Братолюбовского, Боковского, Варваровского, Василевского, Гуровского, Ивановского и Пышненского сельских советов Долинского района.

## Населённые пункты
В состав общины входит 11 сёл:
- Гуровка
  - Благодатное
  - Пышное
  - Червоное
- Боковский старостинский округ:
  - Анновка
  - Боковое
- Братолюбовский старостинский округ:
  - Братолюбовка
  - Варваровка
  - Дубровино
  - Ситаево
- Василевский старостинский округ:
  - Василевка
  - Весёлые Боковеньки
  - Зелёный Гай
  - Ивановка
  - Нагорное
  - Никифоровка